# 즐라티보르구

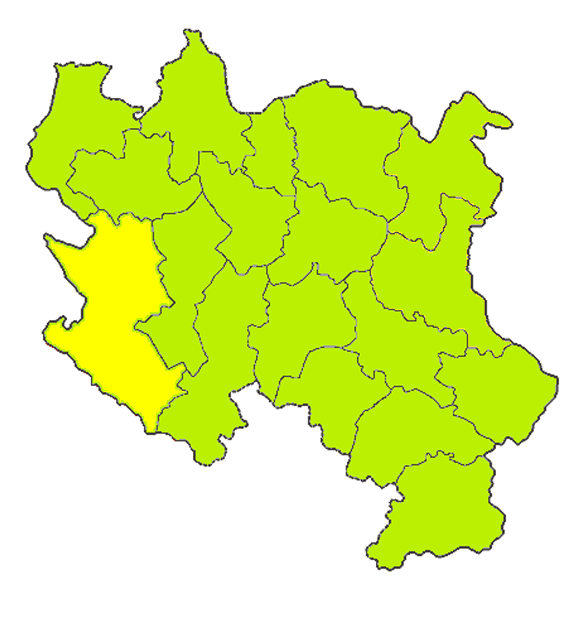
즐라티보르 구의 위치

즐라티보르구(세르비아어: Златиборски округ, Zlatiborski okrug)는 세르비아 서부에 위치한 구로 행정 중심지는 우지체이며 면적은 6,140km2, 인구는 313,396명(2002년 인구 조사 기준), 인구 밀도는 51.0명/km2이다. 서쪽으로는 보스니아 헤르체고비나, 몬테네그로와 국경을 접하며 구 이름은 디나르알프스산맥의 일부분을 이루고 있는 산악 지대인 즐라티보르(Zlatibor)에서 유래된 이름이다.

## 지방 자치체
10개 지방 자치체와 11개 군, 427개 마을을 관할한다.
- 바이나바슈타 (Bajina Bašta)
- 코셰리치 (Kosjerić)
- 우지체 (Užice)
- 포제가 (Požega)
- 차예티나 (Čajetina)
- 아릴레 (Arilje)
- 노바바로시 (Nova Varoš)
- 프리예폴레 (Prijepolje)
- 셰니차 (Sjenica)
- 프리보이 (Priboj)

## 인구
인구와 민족 분포는 2002년 인구 조사를 기준으로 한다.
- 세르비아인: 262,405명
- 보스니아인: 40,225명
- 무슬림: 6,476명

## 같이 보기
- 세르비아의 행정 구역